# Clo
El clo es una unidad de medida empleada para el índice de indumento, que procede del inglés cloth, vestimenta.
La unidad se define como el aislamiento térmico proporcionado por un determinado indumento, consistente en traje con chaqueta y pantalones de algodón, camisa de algodón, ropa interior normal, también de algodón, calcetines y zapatos. Para una determinada mayoría de personas este indumento resulta cómodo en ciertas condiciones ambientales consideradas normales (20...22 °C, aire en ligero movimiento y sin influjo de la radiación solar). Este indumento tipo fue fijado en una época en que era el corriente para un oficinista medio y había muy pocas mujeres trabajadoras.
La unidad equivale a un aislamiento térmico de:
1 clo = 0,155 m²×K/W = 0,155 m² K W-1 (metro cuadrado por kelvin partido por vatio)
En el ámbito anglosajón se utiliza otra unidad semejante, el tog:
1 tog = 0.1 K·m²·W⁻¹ ≈ 0.645 clo
1 clo = 1.55 togs
El nombre viene de la palabra "togs", en jerga inglesa, vestimenta.